# Ответ Ивана Грозного Яну Роките
Ответ русского царя Ивана Грозного польскому проповеднику Яну Роките был написан в июне 1570 года и стал продолжением религиозного диспута, начавшегося при царском дворе. Это единственное сочинение царя, посвящённое исключительно религиозной тематике. Сохранился его список, датированный концом XVI века.